# Rio do Veado
Rio do Veado är ett vattendrag i Brasilien.   Det ligger i delstaten Paraná, i den södra delen av landet, 1 000 km sydväst om huvudstaden Brasília.
Trakten runt Rio do Veado består i huvudsak av gräsmarker. Runt Rio do Veado är det glesbefolkat, med 15 invånare per kvadratkilometer.